# تپه چغا کافران
تپه چغا کافران در شهرستان بروجرد، بخش مرکزی، روستای دهکرد هم مرز با روستای آقبلاق واقع شده و این اثر در تاریخ ۱۲ بهمن ۱۳۸۱ با شمارهٔ ثبت ۷۱۲۹ به‌عنوان یکی از آثار ملی ایران به ثبت رسیده است. کاوش هایی روی این تپه انجام نشده و اطلاعات کمی در دسترس هست اما احتمال می‌رود محل دژ یا آرامگاه یکی از پادشاهان مهم ایلامی یا کاسی باشد